# 京包动车组列车
京包动车组列车是中国铁路运行于直辖市北京市至内蒙古自治区包头市的动车组列车，自2021年10月11日起开行，途经北京市、河北省、内蒙古自治区一省一市一区。现合计开行4对列车，列车客运乘务由北京局集团北京客运段、呼和浩特局集团包头客运段共同担当。

## 历史
2021年10月11日，全国铁路调图，京张高铁列车运行图重新编排。北京至包头间首次开行普通动车组列车，每天开行3对，车次为D1071-1076次。
2022年1月17日至3月16日，为保障2022年冬季奥林匹克运动会和2022年冬季残疾人奥林匹克运动会的运输工作，京张高铁实行冬奥运行图，三对列车临时延长至北京北站始发终到。3月17日，冬奥运行图结束，三对京包动车组列车恢复清河站始发终到。
2023年7月1日，全国铁路调图，北京至包头间增开1对普通动车组列车，车次为D1077/1078次。

## 列车编组和交路

### D1071-1076次
使用配属北京局集团北京北动车运用所的CRH5A。
| 车厢号 | 1           | 2-5         | 6                  | 7           | 8           |
| 车型   | ZY 一等座车 | ZE 二等座车 | ZEC 二等座车／餐车 | ZE 二等座车 | ZY 一等座车 |

具体交路为：出库→清河开D1071至包头→包头开D1074至清河→清河开D1075至包头→包头过夜→包头开D1072至清河→清河开D1073至包头→包头开D1076至清河→回库（交路仅供参考，以实际开行情况为准）

### D1077/1078次
使用配属呼和浩特局集团呼和浩特动车运用所的CRH5A。（具体编组以实际开行情况为准）
| 车厢号 | 1-5         | 6                  | 7           | 8           |
| 车型   | ZE 二等座车 | ZEC 二等座车／餐车 | ZE 二等座车 | ZY 一等座车 |

| 车厢号 | 1           | 2-5         | 6                  | 7           | 8           |
| 车型   | ZY 一等座车 | ZE 二等座车 | ZEC 二等座车／餐车 | ZE 二等座车 | ZY 一等座车 |

具体交路为：出库→呼和浩特东开D1002至清河→清河开D1091至乌兰察布→乌兰察布开D1092至清河→清河开D1015至呼和浩特东→呼和浩特东开D1022至清河→进入北京北动车所过夜→北京北开D1077至包头→包头开D1078至清河→清河开D1027至呼和浩特东→回库（交路仅供参考，以实际开行情况为准）